# Dolichopus convergens
Dolichopus convergens är en tvåvingeart som beskrevs av Aldrich 1893. Dolichopus convergens ingår i släktet Dolichopus och familjen styltflugor. Inga underarter finns listade i Catalogue of Life.